# Taeniaptera aliceae
Taeniaptera aliceae är en tvåvingeart som beskrevs av De Albuquerque 1980. Taeniaptera aliceae ingår i släktet Taeniaptera och familjen skridflugor. Inga underarter finns listade i Catalogue of Life.